# دنیس آرچر
دنیس وین آرچر (Dennis Wayne Archer) (متولد ۱ ژانویه ۱۹۴۲)، وکیل، حقوقدان، سیاستمدار پیشین اهل میشیگان است. آرچر به عنوان یکی از اعضای حزب دموکرات، در مقام قاضی دادگاه عالی میشیگان و همچنین شهردار دیترویت خدمت کرد. مدتی نیز ریاست کانون وکلای آمریکا را بر عهده داشت و از این جهت نخستین رئیس سیاهپوست این تشکیلات محسوب می‌شد آن هم در حالیکه تا سال ۱۹۴۳ عضویت وکلای آمریکایی- آفریقایی‌تبار در این کانون ممنوع بود.

## اوایل زندگی و تحصیلات
دنیس آرچر در ۱ ژانویه ۱۹۴۲ در یک خانواده کارگری به دنیا آمد که ساکن شرق دیترویت بودند. از آنجاییکه دست پدر آرچر در تصادف ماشین قطع شده بود، خانواده او با مشکلات اقتصادی زیادی دست‌وپنجه نرم می‌کردند. با توجه به اینکه در آن شهر فرصت‌های شغلی زیادی برای افراد معلول وجود نداشت، هنگامی که آرچر پنج ساله بود، این خانواده به دهکده کاسوپولیس نقل‌مکان کردند.
او زمانی که تنها هشت سال داشت برای کمک به خانواده شروع به کار کرد. آرچر کارگر پادوی باشگاه گلف، بولینگ و نظافتچی نانوایی بود. وی پس از فارغ‌التحصیلی از دبیرستان با اشتغال به کارهایی چون نقاشی ساختمان و کار در داروخانه هزینه تحصیل در کالج را فراهم کرد. او اولین آمریکایی آفریقایی‌تباری بود که در واحد مدارک پزشکی بیمارستان هنری‌فورد کار کرد. آرچر تحصیلاتش را در دانشگاه ایالتی وین با هدف داروسازی آغاز کرد. کمی بعد به مؤسسه فنی دیترویت منتقل شد و سپس به دانشگاه میشیگان غربی رفت.
او در دانشگاه میشیگان موفق به اخذ مدرک کارشناسی در رشته آموزش شد. در ابتدا قصد داشت معلم تاریخ شود ولی قرار شد در مدرسه ابتدایی رالف‌بنچ که درست در ناحیه شرقی مرکز شهر قرار داشت، آموزگار کودکان استثنائی شود. آرچر از سال ۱۹۶۵ تا ۱۹۷۰ در مدارس دولتی دیترویت به کودکان معلول درس داد. سپس در سال ۱۹۷۰ وارد کالج حقوق دیترویت شد که امروزه با نام کالج حقوق دانشگاه ایالتی میشیگان شناخته می‌شود و مدرک دکترای خود را در رشته حقوق گرفت.
وی علاوه بر اشتغال به امور حقوقی در شهر دیترویت، طی سال‌های ۱۹۸۴ تا ۱۹۸۵ استاد کالج حقوق دیترویت و از ۱۹۷۲ تا ۱۹۷۸ استاد دانشکده حقوق دانشگاه ایالتی وِین بود. آرچر از سال ۱۹۷۳ تا ۱۹۷۵ عضو هیئت مدیره کانون وکلای دیترویت و مدیر بخش وکلای جوان انجمن بود. او همچنین ریاست سه کانون وکلای دیگر را بر عهده داشت: کانون وکلای ولورین از سال ۱۹۷۹ تا ۱۹۸۰، کانون وکلای ملی از ۱۹۸۳ تا ۱۹۸۴ و کانون وکلای ایالتی میشیگان از ۱۹۸۴ تا ۱۹۸۵.

## دوران خدمت در ستره دادگاه عالی ایالت میشیگان
آرچر پس از ۱۵ سال فعالیت بسیار موفقیت‌آمیز در حوزه وکالت از سوی فرماندار جیمز بلانچارد به سمت قاضی دادگاه عالی میشیگان منصوب شد. در طول تاریخ ایالت میشیگان، وی دومین سیاهپوستی بود که چنین مقامی را در این دادگاه عهده‌دار شد و به حدود بیست سال غیبت آمریکایی‌های آفریقایی‌تبار در این سمت پایان داد. آرچر در سال‌های ۱۹۸۶ تا ۱۹۹۰ به عنوان قاضی مشغول به کار بود. طی آخرین سال خدمتش در ستره دادگاه عالی این ایالت از سوی هفته‌نامه وکلای میشیگان لقب «محترم‌ترین قاضی میشیگان» را به خود اختصاص داد.

## شهردار شهر دیترویت
آرچر مبارزات انتخاباتی خود برای تصدی شهرداری را در سال ۱۹۹۰ آغاز کرد و به رقابت با کلمن یانگ، شهردار محبوب وقت پرداخت که در تلاش بود که برای ششمین دوره باز هم این مقام را در اختیار بگیرد. شهردار یانگ به دلیل بیماری از گردونه رقابت کنار رفت و پس از آن شروع به حمایت از شارون مک‌فیل نمود.
در نوامبر ۱۹۹۳، آرچر موفق شد در انتخابات در مقابل مک‌فیل به پیروزی برسد، نتایج آراء به ترتیب ۵۷ به ۴۳ درصد بود. نتایج رأی‌گیری حاکی از آن بود که او ۹۰ درصد آرای سفیدپوستان را کسب کرده‌است در حالیکه تنها ۴۷ درصد از سیاهپوستان به او رأی داده بودند.
آرچر از سال ۱۹۹۳ تا ۲۰۰۱ به عنوان شهردار دیترویت بر سر کار بود. در دوران تصدی این سمت، تلاش کرد تا از طریق همکاری با رؤسای کسب‌وکارهای واقع در حومه شهر و تعامل بر سر پیشنهادهای نوآورانه آنها برای این شهر، روابط شهرنشینان را با حاشیه‌نشینان و کسب‌وکارهای محلی بهبود بخشد. یکی از مهم‌ترین خدمات او در دیترویت، جذب غول‌های فناوری در حوزه نرم‌افزار به این شهر بود. در دوره او، رتبه اعتباری اوراق قرضه شهر دیترویت چندین برابر بیشتر شد. زمانی که او شهردار شد، هنوز هم ثبت گردش‌های مالی بسیار پیچیده به صورت دستی و بر روی فیش انجام می‌گرفت. آرچر کاری کرد تا استفاده از رایانه در بسیاری از ادارات شهر رایج شود. مجموعه تحت امر او، برنامه توسعه نیروی کار را نیز آغاز کرد.
آرچر از حامیان جدی بسیاری از پروژه‌های ساختمانی مرکز شهر بود که از آن میان می‌توان به احداث دو استادیوم جدید، ساخت ورزشگاه فوردفیلد برای تیم دیترویت‌لایِن و کامریکا پارک برای تیم دیترویت تایگر اشاره کرد. او در آخرین سالی که شهردار بود، ریاست اتحادیه ملی شهرها را بر عهده گرفت.
علی‌رغم آنکه نرخ جرم و جنایت و بیکاری در دوره آرچر کاهش یافت ولی او همواره به دلیل عدم حمایت یا بی‌توجهی به رهبران جامعه آمریکایی‌های آفریقایی‌تبار مورد انتقاد قرار داشت. به عنوان نمونه هنگامی که سه کازینو در محدوده شهر بازگشایی شد و مجوز هیچ‌یک از آنها به این گروه اعطا نشد، آرچر در معرض مخالفت شدید قرار گرفت.
وی در سال ۱۹۹۷ باز هم با اختلاف زیادی برنده رقابت انتخاباتی شد ولی در دوره دوم با درخواست برگزاری مجدد انتخابات از سوی مخالفان اصلی خود مواجه شد. از این رو از شرکت در انتخابات سال ۲۰۰۱ خودداری کرد.

## دوران پس از شهرداری
پس از اتمام دوران تصدی آرچر بر شهرداری در ژانویه ۲۰۰۲، او به ریاست مؤسسه حقوقی رایت واقع در دیترویت و عضویت در هیئت مدیره شرکت نرم‌افزاری Compuware رسید. وی از اعضای شورای دعاوی قضایی آمریکا نیز بود.
در سال ۲۰۰۴ از سوی فرماندار میشیگان، جنیفر گرانهُلم، برای یک دوره هشت ساله به عضویت هیئت امنای دانشگاه وسترن میشیگان درآمد. عضویت او در تاریخ ۳۱ دسامبر ۲۰۱۲ به پایان رسید. در اکتبر ۲۰۰۴ نیز به سرپرستی رزاپارکس منصوب شد.
در فوریه ۲۰۰۸، آرچر اعلام کرد که قصد دارد در سال ۲۰۱۰ برای فرمانداری ایالت میشیگان نامزد شود، اما در ماه نوامبر اظهار داشت که از تصمیم برای حضور در رقابت‌های انتخاباتی منصرف شده‌است.
وی در حال حاضر یکی از مدیران پروژه سیاست حمل‌ونقل ملی است و به عنوان رئیس مشترک پروژه سیاست حمل و نقل ملی در مرکز سیاست‌های فراحزبی خدمت می‌کند.
آرچر عضو هیئت مشاوران ارشد بین‌المللی بانک سرمایه‌گذاری جفریس نیز است. همچنین، به عنوان عضو آزاد در کمیته ملی دموکرات‌ها نیز حضور دارد و در کمیته اجرایی آن فعالیت می‌کند.
آرچر در تاریخ ۱ دسامبر ۲۰۱۷ خاطرات خود را با عنوان «بگذارید آینده آغاز شود» منتشر کرد. این اثر با همکاری الیزابت آن آتکینز تدوین شده و توسط انتشارات آتکینز و گرینزپن به چاپ رسید.

## زندگی شخصی
آرچر عضو انجمن برادری آلفاپی‌الفا و لژ هندسه ۴۹#، فراماسون‌های F&AM PHA و از شاخه ماسون‌های پرنس هال است.